# Emoia tongana
Emoia tongana är en ödleart som beskrevs av  Werner 1899. Emoia tongana ingår i släktet Emoia och familjen skinkar. IUCN kategoriserar arten globalt som livskraftig. Inga underarter finns listade i Catalogue of Life.